# مترجم ديب إل
مُترجِم ديب إل (بالإنجليزية: DeepL Translator)‏ هي خدمة ترجمة آلية عصبية أُطلقت في أغسطس 2017، وتملكها شركة ديب إل إس إي التي يقع مقرها في كولونيا. تم تطوير نظام الترجمة في البداية ضمن شركة لينغوي، ثم أُطلق ككيان مستقل تحت اسم ديب إل. في البداية، كانت الخدمة تقدم ترجمات بين سبع لغات أوروبية، ومنذ ذلك الحين توسعت تدريجياً لتدعم 33 لغة.
تستخدم خوارزميته الشبكات العصبونية الالتفافية واللغة المحورية الإنجليزية. وتوفر الخدمة اشتراكًا مدفوعًا للحصول على ميزات إضافية والوصول إلى واجهة برمجة التطبيقات الخاصة بالترجمة.

## اللغات المدعومة
- الإسبانية
- الإستونية
- الألمانية
- الإنجليزية (الأمريكية و‌البريطانية)
- الإندونيسية
- الأوكرانية
- الإيطالية
- البرتغالية (الأوروبية و‌البرازيلية)
- البلغارية
- البولندية
- التركية
- التشيكية
- الدنماركية
- الروسية
- الرومانية
- السلوفاكية
- السلوفينية
- السويدية
- الصينية (التقليدية)
- الصينية (المبسطة)
- العربية
- الفرنسية
- الفنلندية
- الكورية
- اللاتفية
- الليتوانية
- المجرية
- النرويجية
- الهولندية
- اليابانية
- اليونانية

## وصلات خارجية
- الموقع الرسمي